# Леса торфяных болот Малайского полуострова
Леса торфяных болот Малайского полуострова — экорегион влажных тропических лесов, расположенный на Малайском полуострове, частично на территории Малайзии и на юге Таиланда.

## Описание
Экорегион занимает площадь в 3600 км² с восточной и западной сторон полуострова. Леса торфяных болот формировались в течение сотен лет, так как осадочные породы и органические остатки, переносимые реками, осаждались в мангровых зарослях, постепенно образуя слой заболоченных, кислых, бедных питательными веществами почв. Эти леса менее разнообразны, чем прилежащие Дождевые леса Малайского полуострова (англ. Peninsular Malaysian rain forests), и являются домом для многих исчезающих видов животных.

## Флора
Доминирующими видами деревьев являются представители семейства Диптерокарповые (Dipterocarpaceae), в том числе Беловатая шорея (Shorea albida), в то время как некоторые виды рода фикус (Ficus) являются обычными по краям болотных лесов. Подлесок сформирован видами Pandanus amaryllifolius и красная сургучная пальма (Cyrtostachys lakka). Эти и другие растения служат источником пищи для множества животных, включая птиц.

## Фауна
Экорегион является домом для многих видов находящихся под угрозой исчезновения, включая тигров (Panthera tigris), чепрачных тапиров (Tapirus indicus), дымчатых леопардов (Neofelis nebulosa), азиатских слонов (Elephas maximus) и суматранских носорогов (Dicerorhinus sumatrensis).

## Угрозы
К факторам, угрожающим экологическому региону, относятся добыча полезных ископаемых, сбор каучука и расчистка леса для плантаций масличной (Elaeis guineensis) и кокосовой (Cocos nucifera) пальм. Осушение земель также привело к увеличению открытых пространств без леса. Многие деревья вырубают для расчистки места, хотя это приводит к увеличению количества торфяных пожаров.